# Zelotes yani
Zelotes yani este o specie de păianjeni din genul Zelotes, familia Gnaphosidae, descrisă de Yin, Bao și Zhang, 1999. Conform Catalogue of Life specia Zelotes yani nu are subspecii cunoscute.